# Richard Franke (Pädagoge)
Friedrich Richard Franke (* 5. Mai 1832 in Rinteln; † 28. Januar 1905 in Freiberg) war ein deutscher  Gymnasiallehrer und Altphilologe.

## Leben
Richard Franke wurde 1832 als Sohn des Philologen Ludwig Gottlieb Friedrich Franke in Rinteln geboren. Er besuchte von 1842 bis 1845 das Gymnasium in Fulda und von 1845 bis 1852 die Königliche Landesschule zu Meißen, wo sein Vater Rektor war. Ab 1851 studierte er Philologie an der Universität Jena und Universität Leipzig. Zu seinen Lehrern gehörten Karl Wilhelm Göttling,  Johann Gustav Droysen, Anton Westermann, Friedrich Zarncke, Moritz Wilhelm Drobisch und Franz Overbeck. Er legte das Staatsexamen ab und wurde zum Dr. phil. promoviert. Im Anschluss studierte er bei August Boeckh und Moriz Haupt an der Friedrich-Wilhelms-Universität Berlin.
Im Jahr 1855 wurde er Lehrer für Alte Sprachen an der Kreuzschule und am Krause’schen Institut in Dresden. 1857 ging er ans Gymnasium zu Zwickau, wo Friedrich Kraner Rektor war. 1858 wurde er Adjunkt an der Königlichen Landesschule Pforta. Von 1861 bis 1864 wirkte er als Subkonrektor am Fürstlich Reußischen Gymnasium zu Gera. 1864 wurde er an das Gymnasium Burg versetzt. Von 1868 bis 1872 war er Professor und Konrektor unter Friedrich August Eckstein der Thomasschule zu Leipzig. Von 1872 bis 1894 war er Rektor des Gymnasiums zu Freiberg. Franke war Ritter I. Klasse des sächsischen Zivilverdienstordens. Nach einem Unfall verstarb er 1905 in Freiberg.